# Сикар, Франсуа Леон
Франсуа Леон Сикар (фр. François-Léon Sicard; 21 апреля 1862[…], Тур — 7 июля 1934, Париж) — французский скульптор.

## Биография
Родился в 1862 году в Туре. 
Учился ремеслу скульптора сперва в Школе изящных искусств Тура, а затем — в Высшей школе изящных искусств Парижа.
В 1891 году получил Римскую премию первой степени в области скульптуры за горельеф «Аполлон среди пастухов», после чего отправился в Рим (по условиям премии), где проживал на вилле Медичи с 1892 по 1895 год.
Один из наиболее титулованных скульпторов Франции своего поколения, Сикар был академиком (действительным членом) Академии изящных искусств Франции по секции скульптуры (с 1924), президентом Академии (в 1930 году), профессором Высшей школы изящных искусств Парижа, где в 1926—34 годах возглавлял мастерскую (кафедру) скульптуры для женщин-студенток (в тот период, когда девушек уже принимали в Академию, но обучение в рамках Академии велось раздельно). 
Сикар был другом французского политика Жоржа Клемансо и автором его аскетичного надгробия с изображением Минервы и памятника Клемансо в городе Сент-Эрмине (департамент Вандея), поблизости от которого тот родился. Им же была выполнена посмертная маска Клемансо. 
Скончался Сикар в 1934 году в Париже, но похоронен был в Туре, на кладбище Ла-Саль.

## Галерея
- Памятник Национальному конвенту, Пантеон (Париж)
- Добрый самаритянин, Сад Тюильри, Париж
- Памятник Жоржу Клемансо, Сент-Эрмин
- Памятник Анатолю Франсу, Тур
- Агарь и Измаил, 1897, Музей изящных искусств Лиона
- Виктория (Победа), двор мэрии 9-го округа Парижа
- Мемориальный фонтан Дж. Ф. Арчибальда, Сидней, Австралия
- Памятник Саре Бернар, площадь генерала Катру, Париж
- Аллегория Франции. Посольство Франции в Австрии, фасад.
- Надгробие Жоржа Клемансо
- Памятник Трём врачам в Туре. Был уничтожен в годы Второй мировой войны, сохранились лишь три портретных барельефа (на медицинском факультете в университете Тура).

## Другие известные работы
- Эдип и Сфинкс
- четыре атланта для здания мэрии Тура, ок. 1900